# أحمد باتل
أحمد باتل (بالهندية: अहमद पटेल)‏ (بالإنجليزية: Ahmed Patel)‏ هو سياسي هندي، ولد في 21 أغسطس 1949 في بهروش في الهند. حزبياً، نشط في المؤتمر الوطني الهندي. وقد انتخب عضو راجيا سابها ‏ عن دائرة كجرات ‏ وقد انضم خلال فترته النيابية  للكتلة البرلمانية المؤتمر الوطني الهندي وانتخب عضو لوك سابها ‏.